# Parafia św. Bartłomieja Apostoła w Rzeczycy
Parafia pw. św. Bartłomieja Apostoła w Rzeczycy - parafia należąca do dekanatu Mirosławiec, diecezji koszalińsko-kołobrzeskiej, metropolii szczecińsko-kamieńskiej. Została utworzona w 1923. Siedziba parafii mieści się przy ulicy 1. Maja 32.

## Kościół parafialny
Kościół pw. św. Bartłomieja w Rzeczycy
Kościół parafialny został zbudowany w 1766 roku i ma charakter salowy. Odbudowany został w 1859 roku, poświęcony w 1859. Wieża kościoła jest z 1730 roku. 

## Kościoły filialne i kaplice
- Kościół pw. św. Marii Magdaleny w Jadwiżynie
- Kościół Podwyższenia Krzyża Świętego w Jeziorkach (powiat wałecki)
- Kaplica pw. Miłosierdzia Bożego w Płocicznie